# Basel-Klybeck

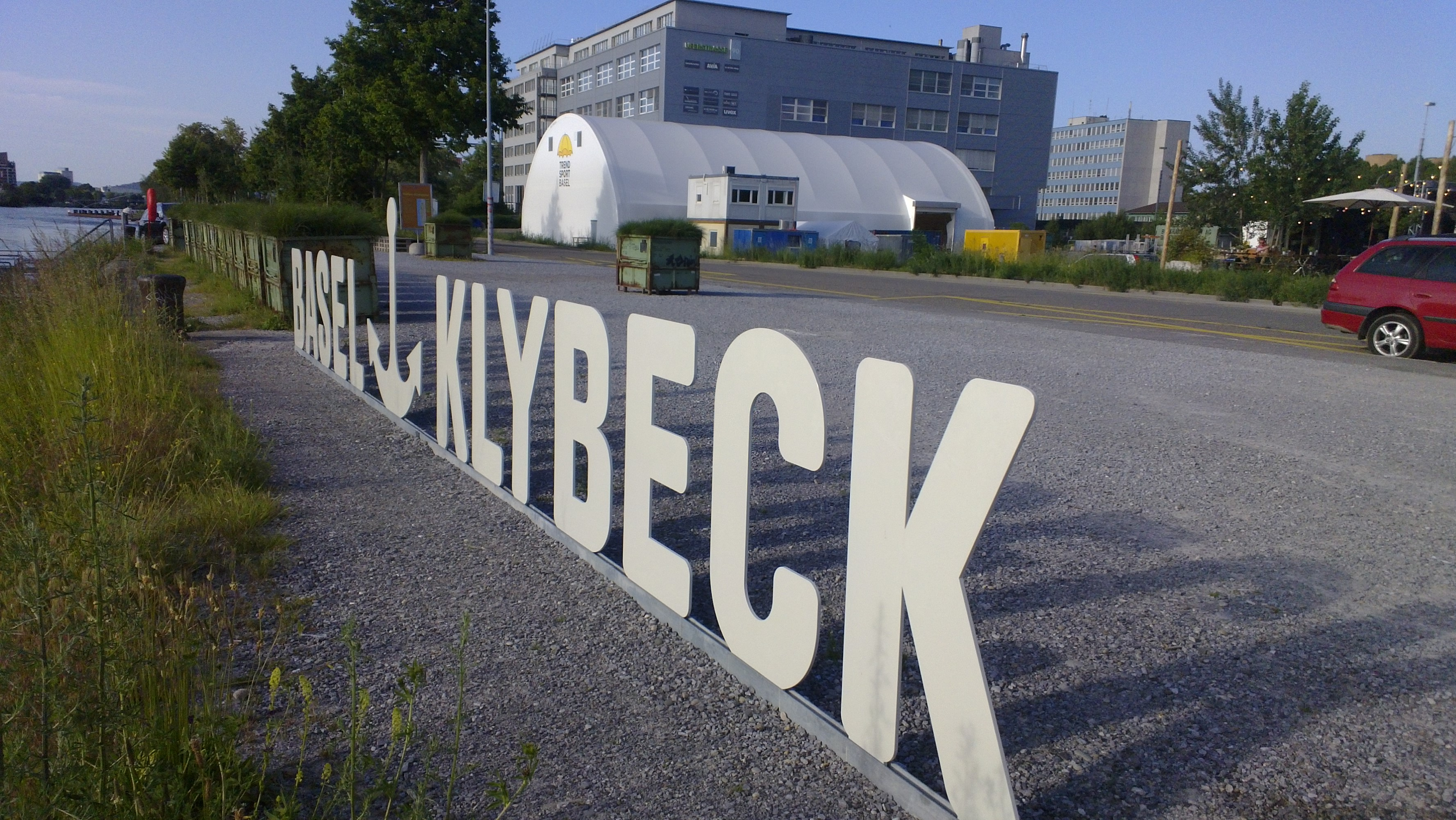
Basel-Klybeck, Anlegestelle für Flusskreuzfahrtschiffe.

Klybeck, im Baseldeutsch Glyybi [ˈgl iː bi] genannt, ist ein Stadtteil der Schweizer Stadt Basel. Es liegt im Kleinbasel an der Mündung der Wiese in den Rhein und grenzt im Norden an Kleinhüningen (Wiese) sowie an die Quartiere Matthäus im Süden (Dreirosenstrasse, Horburgstrasse) und Rosental im Osten (Riehenring). Das Quartier bildet zugleich einen eigenen Wohnbezirk.
Das Klybeck-Quartier ist nach der dort verlaufenden Klybeckstrasse benannt. Diese wiederum hat ihren Namen vom Landgut Klybeck, dem ehemaligen Sitz des Landvogts von Kleinhüningen, ausserhalb der Stadtmauern. Auf ihm befand sich ein Weiherschloss (Die Endung -eck deutet auf einen Schlossnamen hin), das wohl von einem Gutsherr namens «Klüb», «Chlubo» oder «Chludbert» erbaut wurde.
Die Grenzen des historischen Gemeindebanns Kleinhüningen queren das heutige Klybeck. Tafeln weisen auf den Verlauf hin. Früher war das Klybeck ein typisches Arbeiterquartier. Heute zeichnet sich das Quartier aus durch eine Mischung von Ausländern, Studenten und anderen Bewohnern aus.
Im Klybeck-Quartier waren grosse Werksareale der chemischen Industrie (Novartis, BASF, Huntsman) beheimatet. Folgende Firmen hatten ihren Hauptsitz an der Klybeckstrasse 141: Ciba, Ciba-Geigy, Ciba SC. Im Mai 2019 gab Novartis den Verkauf ihrer Arealteile an die Rhystadt AG bekannt; der Verkauf der BASF-Arealteile an die Swiss Life erfolgte im Juli 2019. Bis 2040 soll gemäss Stadtplanung ein «lebendiges, vielfältiges, durchmischtes und vernetztes» Stadtquartier entstehen, das für bis zu 10’000 Menschen Raum für Wohnen, Arbeit, Freizeit und Kultur bietet, ergänzt mit öffentlichen Grün- und Freiräumen, öffentlichen Einrichtungen und mit den nötigen Verkehrsverbindungen sowie ergänzenden Angeboten des öffentlichen Nahverkehrs.
Das Mitarbeitenden- und Kundenmagazin «Live Magazine» von Novartis arbeitet die Geschichte von Basel-Klybeck in einer Podcast-Serie mit mehreren Episoden auf. In der Podcast-Serie wird auf Wirtschaftsgeschichte, Innovationen, Architektur, Altlasten und die Zukunft des Areals eingegangen.

## Gebäude und Sehenswürdigkeiten
- Aktienmühle
- Musikpalast
- Horburgpark
- Nordtangente
- Holzpark Klybeck